# Termička dilatacija
Termička dilatacija (toplotno istezanje; ekspanzija; širenje) je svojstvo materije da menja zapreminu, u zavisnosti od temperature. Kada se telo zagreva, tada molekuli i atomi, sitne čestice od kojih je sastavljena materija, počinju da se sudaraju silovitije uz težnju za međusobnim udaljavanjem. Ukoliko su sile koje molekule drže na okupu jače, to će i međusobno udaljavanje molekula, odnosno širenje tela biti manje. Načelno, postoji veza između povećanja temperature i širenja tela. Ova srazmera je skoro uvek viša od nule i u ograničenom opsegu temperature je nepromenljiva. Ovakva pojava je normalna za čvrsta, tečna i gasovita tela mada se koeficijenti razlikuju između črstih i tečnih tela, kao i između gasova i tečnosti a takođe se razlikuju između čvrstih tela, kao na primer između metala i keramike. Širenje tela je srazmerno promeni temperature, a odnos koji postoji između ove dve veličine se zove koeficijent toplotnog istezanja i uglavnom se menja s temperaturom.
Materijali koji se sa povećanjem temperature skupljaju su retki i to važi samo za određene temperature. To se zove anomalija, a poznato je da voda ima anomaliju između 0°C i 4°C. 

## Pregled

### Agregatno stanje i širenje
Za razliku od gasova i tečnosti, čvrste materije nastoje da zadrže svoj oblik sa toplotnim istezanjem. Toplotno istezanje uglavnom je manje, ako je energija kovalentnih veza veća, koja utiče isto na tvrdoću materijala, tako da tvrdi materijali imaju manje toplotno istezanje. Tečnosti se više toplotno šire od čvrstih materija. Toplotno istezanje stakla je veće od kristala.

## Koeficijent toplotnog istezanja
Koeficijent toplotnog istezanja opisuje kako se veličina objekta menja sa promenom temperature. Postoje linijski, površinski i zapreminski koeficijent toplotnog istezanja, a koji će se koristiti, zavisi od vida primene. 
Zapreminski koeficijent toplotnog istezanja je osnovni, jer sa promenom temperature tela menja zapremina. Materijali koji se šire podjednako u svim smerovima se nazivaju izotropni materijali. 

### Opšti zapreminski koeficijent toplotnog istezanja
U slučaju gasova, tečnosti i čvrstih materija, zapreminski koeficijent toplotnog istezanja se može opisati kao: 
{\displaystyle \alpha _{V}={\frac {1}{V}}\,\left({\frac {\partial V}{\partial T}}\right)_{p}}
indeks p pokazuje da je za vreme širenja pritisak konstantan, a indeks V govori da se radi o toplotnom istezanju zapremine. 

## Toplotno istezanje čvrstih materija
Čvrste materije koje su prisutne u prirodi oko nas imaju koeficijent toplotnog istezanja, koji se ne menja znatno sa promenom temperature, a i pritisak ne utiče znatno na promene dimenzija. 

### Linijsko istezanje čvrstih materija
Koeficijent toplotnog istezanja za linijsko istezanje se može opisati kao:
{\displaystyle \alpha _{L}={\frac {1}{L}}\,{\frac {dL}{dT}}}
gde je L dužina, a dL/dT je odnos promena linijskih dimenzija u zavisnosti od promene temperature. Promena dužine se može vrlo dobro proceniti kao:
{\displaystyle {\frac {\Delta L}{L}}=\alpha _{L}\Delta T}

### Površinsko istezanje čvrstih materija
Koeficijent toplotnog istezanja za površinsko istezanje se može opisati kao:
{\displaystyle \alpha _{A}={\frac {1}{A}}\,{\frac {dA}{dT}}}
gde je A površina nekog objekta, a dA/dT je odnos promene površine u zavisnosti od promene temperature. Promena površine se može vrlo dobro proceniti kao:
{\displaystyle {\frac {\Delta A}{A}}=\alpha _{A}\Delta T}

### Zapreminski koeficijent toplotnog istezanja
Koeficijent toplotnog istezanja za zapreminsko istezanje se može opisati kao:
{\displaystyle \alpha _{V}={\frac {1}{V}}\,{\frac {dV}{dT}}}
gde je V zapremina nekog objekta, a dV/dT je odnos promene zapremine u zavisnosti od promene temperature. Promena zapremine se može vrlo dobro proceniti kao:
{\displaystyle {\frac {\Delta V}{V}}=\alpha _{V}\Delta T}
Tako na primer, ako ugrejemo neki čelični blok koji ima 1 m³, za 50°C, onda će on imati zapreminu od 1,002 m³. Ako ugrejemo 2 m³ čeličnog bloka za 50°C, onda će on imati zapreminu od 2,004 m³, i u oba slučaja zapremina se povećala za 0,2%. 

#### Izotropni materijali
Za izotropne materijale, i za mala toplotna istezanja, linijski koeficijent toplotnog istezanja je dovoljno tačno jedna trećina zapreminskog koeficijent toplotnog istezanja:
{\displaystyle \alpha _{V}\approx 3\alpha _{L}}
Slično, površinski koeficijent toplotnog istezanja se može izračunati kao: 
{\displaystyle \alpha _{A}={\tfrac {2}{3}}\alpha _{V}}

#### Anizotropni materijali
Materijali sa anizotropnom strukturom, kao što su kristali i mnogi kompozitni materijali, imaju različite linijske koeficijent toplotnog istezanja {\displaystyle {\frac {}{}}\alpha _{L}}, u različitim smerovima. Kao rezultat i širenje zapremine će se rasporediti nejednako. 

## Toplotno istezanje gasova
Za idealne gasove, zapremina toplotnog istezanje zavisi od vrste procesa pod kojim se temperatura menja. Imamo dve vrste procesa, izobarna promena – gde je pritisak konstantan, i adijabatska promena, gde se ne vrši rad i nema promene entropije. 
Kod izobarne promene, zapreminski koeficijent toplotnog istezanja {\displaystyle \beta _{p}} je:
{\displaystyle PV=nRT\,}
{\displaystyle \ln \left(V\right)=\ln \left(T\right)+\ln \left(nR/P\right)}
{\displaystyle \beta _{p}={\bigg (}{\frac {1}{V}}{\frac {dV}{dT}}{\bigg )}_{p}={\bigg (}{\frac {d(lnV)}{dT}}{\bigg )}_{p}={\frac {d(lnT)}{dT}}={\frac {1}{T}}}

## Toplotno istezanje tečnosti
Teoretski, zapreminski koeficijent toplotnog istezanja se može proceniti kao β≈3α. Ipak, za tečnosti α se dobija iz eksperimenata. 

### Pojava skupljanja
Neki materijali se skupljaju, u određenom području rasta temperature, i to se naziva negativno toplotno istezanje. Ako se voda ohladi na 0°C, pa zatim greje na 4°C, onda se ona u tom području skuplja, a nakon 4°C, gde ima najveću gustinu, se širi. Isto tako silicijum ima negativno toplotno istezanje između 18 i 120 Kelvina.

## Primeri i primena
Širenje i skupljanje materijala se mora uzeti u obzir kada se konstruišu velike strukture, kada se mere dugačke dimenzije sa mernom trakom u geodetskom merenju, kada se konstruiše kalup za izradu odlivaka u livnicama itd. 
Toplotno istezanje se mora uzeti u obzir i kada se konstruišu razni preklopni spojevi, u mašinskim primenama, kada je osovina nešto veća od ležaja, u koji ulazi, pa se obično ležaj greje na 150°C do 300°C, da bi se nasadio na osovinu, i nakon hlađenja stvorila čvrsti stezni spoj. 
Postoje legure sa vrlo malim linijskim koeficijentom toplotnog istezanja, kao što je Invar 36, koja se koristi kod izrade satova i u avionskim primenama. 
Kontrola toplotnog istezanja je vrlo važna kod izrade keramike, zato što je ona vrlo krta i ne može da izdrži iznenadne promene temperature. Drugi problem je kod stavljanja glazure, koja ima drukčiji koeficijent toplotnog istezanja od keramike, pa kod hlađenja može doći do pucanja glazure. 
Kod željezničkih koloseka treba stavljati spojeve za širenje (ekspanzioni spoj), jer može doći do izvijanja koloseka kod izlaganja Sunčevim zracima. Spojevi za širenje su uobičajeni kod izrade mostova i dugačkih betonskih blokova, a česti su i kod metalnih cevi koje prenose vruću vodu ili paru. 
Termometar je isto primer korištenja toplotnog istezanja i koristi svojstvo žive ili alkohola, da se širi ili skuplja unutar cevi. 
Bimetal koristi dva različita materijala, sa različitim koeficijentima toplotnog istezanja, za izvijanje u jednu stranu. 

## Koeficijent toplotnog istezanja za različite materijale
| Materijal                                      | Linijski koeficijent, α, kod 20°C (10−6/°C) | Zapreminski koeficijent, β, kod 20°C (10−6/°C) | Bilješke                          |
| ---------------------------------------------- | ------------------------------------------- | ---------------------------------------------- | --------------------------------- |
| Aluminijum                                     | 23                                          | 69                                             |                                   |
| Benzociklobuten (C8H8)                         | 42                                          | 126                                            |                                   |
| Med                                            | 19                                          | 57                                             |                                   |
| Ugljenični čelik                               | 10,8                                        | 32,4                                           |                                   |
| Beton                                          | 12                                          | 36                                             |                                   |
| Bakar                                          | 17                                          | 51                                             |                                   |
| Dijamant                                       | 1                                           | 3                                              |                                   |
| Etanol                                         | 250                                         | 750                                            | Linijski koeficijent je približan |
| Galijum arsenid (GaAs)                         | 5,8                                         | 17,4                                           |                                   |
| Benzini                                        | 317                                         | 950                                            | Linijski koeficijent je približan |
| Staklo                                         | 8,5                                         | 25,5                                           |                                   |
| Staklo, borosilikatno                          | 3,3                                         | 9,9                                            |                                   |
| Zlato                                          | 14                                          | 42                                             |                                   |
| Indijum fosfat (InP)                           | 4,6                                         | 13,8                                           |                                   |
| Invar                                          | 1,2                                         | 3,6                                            |                                   |
| Gvožđe                                         | 11,1                                        | 33,3                                           |                                   |
| Kapton                                         | 20                                          | 60                                             | DuPont™ Kapton® 200EN             |
| Olovo                                          | 29                                          | 87                                             |                                   |
| MACOR                                          | 9,3                                         |                                                |                                   |
| Magnezijum                                     | 26                                          | 78                                             |                                   |
| Živa                                           | 61                                          | 182                                            | Linijski koeficijent je približan |
| Molibden                                       | 4,8                                         | 14,4                                           |                                   |
| Nikl                                           | 13                                          | 39                                             |                                   |
| Hrast                                          | 54                                          | 162                                            | Normalno na vlakna                |
| Bor                                            | 34                                          | 102                                            | Normalno na vlakna                |
| Platina                                        | 9                                           | 27                                             |                                   |
| PVC                                            | 52                                          | 156                                            |                                   |
| Kvarc                                          | 0,59                                        | 1,77                                           |                                   |
| Guma                                           | 77                                          | 231                                            |                                   |
| Safir                                          | 5,3                                         |                                                | Paralelno sa C osom               |
| Silicijum karbid (SiC), poznat kao karborundum | 2,77                                        | 8,31                                           |                                   |
| Silicijum                                      | 3                                           | 9                                              |                                   |
| Srebro                                         | 18                                          | 54                                             |                                   |
| Sitall                                         | 0,15                                        | 0,45                                           |                                   |
| Nerđajući čelik                                | 17,3                                        | 51,9                                           |                                   |
| Čelik                                          | 11,0 ~ 13,0                                 | 33,0 ~ 39,0                                    | Ovisi o sastavu                   |
| Volfram                                        | 4,5                                         | 13,5                                           |                                   |
| Voda                                           | 69                                          | 207                                            | Linijski koeficijent je približan |
| YbGaGe                                         | 0                                           | 0                                              |                                   |

## Spoljašnje veze
- Glass Thermal Expansion Thermal expansion measurement, definitions, thermal expansion calculation from the glass composition
- Water thermal expansion calculator
- DoITPoMS Teaching and Learning Package on Thermal Expansion and the Bi-material Strip
- Engineering Toolbox – List of coefficients of Linear Expansion for some common materials
- „Article on how αV is determined” (PDF). Архивирано из оригинала (PDF) 25. 02. 2009. г. Приступљено 16. 10. 2016.
- MatWeb: Free database of engineering properties for over 79,000 materials
- „USA NIST Website – Temperature and Dimensional Measurement workshop”. Архивирано из оригинала 28. 06. 2011. г. Приступљено 16. 10. 2016.
- Hyperphysics: Thermal expansion
- Understanding Thermal Expansion in Ceramic Glazes
- Thermal Expansion Calculators
- Thermal expansion via density calculator